# Aptinoma mangabe
Aptinoma mangabe được Fisher, B. L. phát hiện và mô tả vào năm 2009.